# 自衛隊札幌地方協力本部

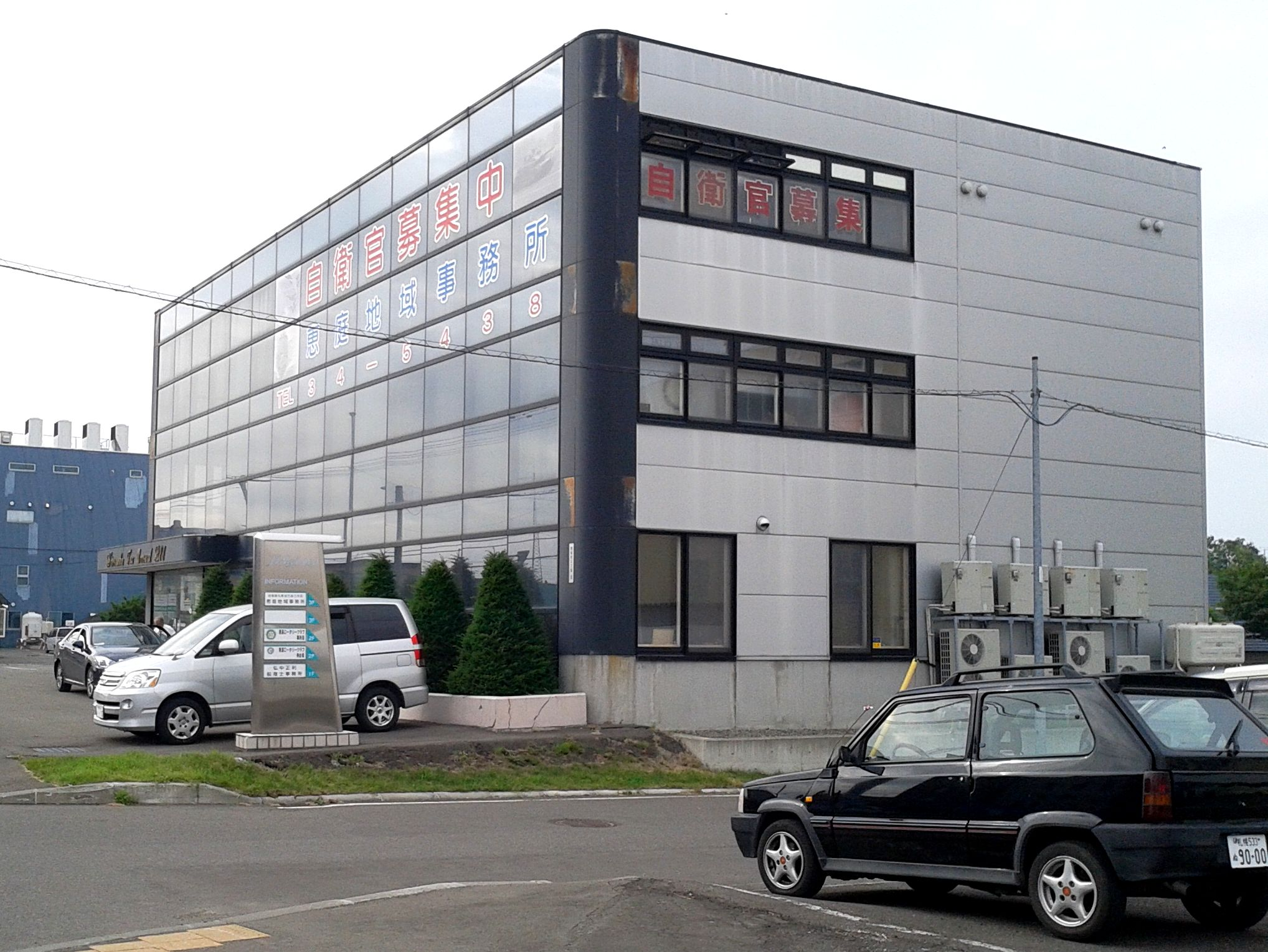
ビルの3階にある自衛隊札幌地方協力本部恵庭募集事務所（北海道恵庭市）

自衛隊札幌地方協力本部（じえいたいさっぽろちほうきょうりょくほんぶ、Sapporo Provincial Cooperation Office）は、北海道札幌市中央区北4条西15丁目1に所在する、自衛隊地方協力本部の一つ。陸・海・空自衛隊共同の機関だが、通常は陸上自衛隊の北部方面総監の指揮監督下にある。管轄する地域における防衛省・自衛隊の総合窓口として北海道の後志総合振興局、胆振総合振興局、日高振興局、石狩振興局、空知総合振興局管内で活動する。車両表示は、「札地本」。

## 沿革
- 1956年（昭和31年）8月1日 - 自衛隊札幌地方連絡部が編成される[2]。
- 2006年（平成18年）7月31日 - 自衛隊札幌地方協力本部に改編される。

## 出先機関
- 苫小牧出張所　担当地区：苫小牧市、白老町、安平町、厚真町、むかわ町
- 千歳地域事務所　担当地区：千歳市
- 室蘭地域事務所　担当地区：室蘭市、登別市、伊達市、豊浦町、壮瞥町、洞爺湖町
- 恵庭地域事務所　担当地区：恵庭市、北広島市、夕張市、南幌町、由仁町、長沼町、栗山町
- 静内分駐所　担当地区：新ひだか町、日高町、平取町、新冠町、浦河町、様似町、えりも町
- 北部地区隊　担当地区：札幌市 東区、北区、西区、中央区、手稲区
  - 札幌募集案内所（「大通募集案内所」の通称が定着している）
- 南部地区隊　担当地区：札幌市 豊平区、南区、清田区、白石区、厚別区
  - 月寒募集案内所
- 江別地域事務所　担当地区：江別市、石狩市、当別町、新篠津村
- 小樽地域事務所　担当地区：小樽市、余市町、積丹町、仁木町、古平町、赤井川村
- 滝川地域事務所　担当地区：滝川市、芦別市、赤平市、砂川市、歌志内市、上砂川町、浦臼町、奈井江町、新十津川町
- 岩見沢地域事務所　担当地区：岩見沢市、美唄市、三笠市、月形町
- 倶知安地域事務所　担当地区：倶知安町、共和町、京極町、喜茂別町、蘭越町、寿都町、岩内町、ニセコ町、黒松内町、神恵内村、泊村、真狩村、島牧村、留寿都村
- 札幌地域援護センター（札幌駐屯地内）
- 千歳・恵庭地域援護センター（北千歳駐屯地内）

## 主要幹部
| 官職名                   | 階級    | 氏名       | 補職発令日     | 前職                   |
| ------------------------ | ------- | ---------- | -------------- | ---------------------- |
| 自衛隊札幌地方協力本部長 | 1等陸佐 | 瀬田晃一郎 | 2025年08月01日 | 東北方面総監部総務部長 |

| 代 | 階級    | 氏名       | 在職期間                                                   | 出身校・期                         | 前職                                  | 後職                                             |
| -- | ------- | ---------- | ---------------------------------------------------------- | ---------------------------------- | ------------------------------------- | ------------------------------------------------ |
| 01 | 事務官  | 菅原伝治   | 1956年08月01日 - 1961年02月28日                            |                                    | 北部方面総監部総務課長                | 自衛隊札幌地方連絡部付                           |
| 02 | 1等陸佐 | 野尻一郎   | 1961年03月01日 - 1962年07月31日                            | 警察講習所                         | 自衛隊帯広地方連絡部長                | 陸上幕僚監部付 →1962年10月15日 停年退官          |
| 03 | 1等陸佐 | 阿部正勝   | 1962年08月01日 - 1965年07月15日                            | 陸士49期                           | 自衛隊函館地方連絡部長                | 北部方面総監部総務課長                           |
| 04 | 1等陸佐 | 稜野邦雄   | 1965年07月16日 - 1968年07月15日                            | 陸士54期                           | 東北方面総監部第4部勤務               | 東部方面総監部化学課長                           |
| 05 | 1等陸佐 | 長谷田晃   | 1968年07月16日 - 1970年07月15日                            | 陸士55期                           | 札幌駐とん地業務隊長                  | 第28普通科連隊長 兼 函館駐とん地司令             |
| 06 | 1等陸佐 | 関國重     | 1970年07月16日 - 1972年03月15日                            | 陸士56期                           | 第1施設団本部高級幕僚                 | 第1施設団本部勤務                                |
| 07 | 1等陸佐 | 酒井次武   | 1972年03月16日 - 1973年07月15日 ※1973年03月16日 陸将補昇任 | 陸士56期                           | 第8師団司令部幕僚長                   | 陸上幕僚監部施設課長                             |
| 08 | 1等陸佐 | 遠藤健     | 1973年07月16日 - 1975年03月16日                            | 陸士57期                           | 東部方面総監部第3部長                 | 第1施設団長 兼 朝霞駐とん地司令                  |
| 09 | 1等陸佐 | 斯波俊彦   | 1975年03月17日 - 1976年08月01日                            | 陸士57期                           | 第9師団司令部幕僚長                   | 北部方面総監部付 →1977年1月1日 退職              |
| 10 | 陸将補  | 山口叡     | 1976年08月02日 - 1978年03月15日                            | 陸士56期                           | 市ヶ谷駐とん地業務隊長                | 陸上幕僚監部付 →1978年4月1日 退職                |
| 11 | 1等陸佐 | 荒田東雄   | 1978年03月16日 - 1980年01月15日 ※1978年04月04日 陸将補昇任 | 陸士59期                           | 統合幕僚会議事務局第5幕僚室勤務       | 陸上幕僚監部付 →1980年4月1日 退職                |
| 12 | 1等陸佐 | 小嶋兼光   | 1980年01月16日 - 1980年07月31日 ※1980年04月01日 陸将補昇任 | 陸航士56期                         | 陸上自衛隊武器学校副校長 兼 企画室長  | 北部方面総監部付 →1982年7月1日 退職              |
| 13 | 1等陸佐 | 岡田嘉典   | 1980年08月01日 - 1982年08月01日 ※1981年01月01日 陸将補昇任 | 中央大学 昭和28年卒                | 中部方面総監部人事部長                | 陸上自衛隊需品補給処長 兼 松戸駐屯地司令         |
| 14 | 陸将補  | 越前和雄   | 1982年08月02日 - 1984年03月15日                            | 海兵78期・ 函館水産高校 昭和25年卒 | 第5師団副師団長 兼 帯広駐屯地司令     | 北部方面総監部付 →1984年7月1日 退職              |
| 15 | 陸将補  | 澤井福重   | 1984年03月16日 - 1986年03月16日                            | 徳島大学 昭和30年卒                | 第11師団司令部幕僚長                  | 陸上幕僚監部監察官                               |
| 16 | 陸将補  | 渡邊滋     | 1986年03月17日 - 1987年07月06日                            | 防大3期                            | 北部方面総監部幕僚副長                | 第1高射特科団長                                  |
| 17 | 陸将補  | 雀ヶ野環   | 1987年07月07日 - 1988年07月06日                            | 防大3期                            | 陸上自衛隊北海道地区補給処副処長      | 第2混成団長 兼 善通寺駐屯地司令                  |
| 18 | 1等陸佐 | 白水弘美   | 1988年07月07日 - 1990年03月15日 ※1989年04月01日 陸将補昇任 | 防大3期                            | 陸上自衛隊幹部学校主任教官            | 第13師団副師団長 兼 海田市駐屯地司令             |
| 19 | 1等陸佐 | 塚原鐵男   | 1990年03月16日 - 1992年03月15日                            | 防大5期                            | 第12師団司令部幕僚長                  | 第6師団司令部副師団長 兼 神町駐屯地司令          |
| 20 | 1等陸佐 | 上杉俊二   | 1992年03月16日 - 1994年03月22日                            | 防大8期                            | 東北方面総監部人事部長                | 警務隊長 兼 芝浦分屯地司令                       |
| 21 | 1等陸佐 | 大西啓市   | 1994年03月23日 - 1995年06月29日 ※1995年03月23日 陸将補昇任 | 防大7期                            | 陸上自衛隊富士学校企画室長            | 陸上自衛隊幹部学校副校長                         |
| 22 | 1等陸佐 | 本保忠顯   | 1995年06月30日 - 1997年03月25日                            | 防大9期                            | 防衛医科大学校学生部長                | 第3施設団長 兼 南恵庭駐屯地司令 （陸将補昇任）   |
| 23 | 1等陸佐 | 工藤義弘   | 1997年03月26日 - 1999年07月08日                            | 防大12期                           | 第8師団司令部幕僚長                   | 陸上自衛隊東北補給処副処長                       |
| 24 | 1等陸佐 | 小津光由   | 1999年07月09日 - 2001年12月02日                            | 防大14期                           | 東北方面総監部装備部長                | 陸上自衛隊東北補給処長 （陸将補昇任）            |
| 25 | 1等陸佐 | 川合正俊   | 2001年12月03日 - 2003年03月26日                            | 防大17期                           | 陸上幕僚監部装備部開発課長            | 陸上自衛隊開発実験団長                           |
| 26 | 1等陸佐 | 寺田和典   | 2003年03月27日 - 2004年07月31日                            | 防大20期                           | 陸上幕僚監部装備部開発課長            | 陸上自衛隊開発実験団長                           |
| 27 | 1等陸佐 | 田原昭彦   | 2004年08月01日 - 2006年08月03日                            | 防大22期                           | 西部方面総監部人事部長                | 第10師団司令部幕僚長                             |
| 28 | 1等陸佐 | 若月寿一   | 2006年08月04日 - 2007年07月02日                            | 防大23期                           | 統合幕僚監部総務部総務課長            | 陸上自衛隊関東補給処副処長 （陸将補昇任）        |
| 29 | 1等陸佐 | 山下純夫   | 2007年07月03日 - 2009年12月06日                            | 防大25期                           | 情報本部勤務                          | 中部方面総監部防衛部長                           |
| 30 | 1等陸佐 | 阿部知己   | 2009年12月07日 - 2011年08月04日                            | 防大23期                           | 第8師団司令部幕僚長                   | 第1特科団長 兼 北千歳駐屯地司令                  |
| 31 | 1等陸佐 | 藤本憲司   | 2011年08月05日 - 2014年03月27日                            | 防大28期                           | 統合幕僚監部総務部総務課長            | 陸上自衛隊高射学校副校長 兼 企画室長             |
| 32 | 1等陸佐 | 岡本浩     | 2014年03月28日 - 2016年03月22日                            | 防大31期                           | 東北方面総監部人事部長                | 第5旅団副旅団長 兼 帯広駐屯地司令                |
| 33 | 1等陸佐 | 篠村和也   | 2016年03月23日 - 2018年03月22日                            | 防大33期                           | 第4師団司令部幕僚長                   | 第13旅団副旅団長 兼 海田市駐屯地司令             |
| 34 | 1等陸佐 | 菅股弘信   | 2018年03月23日 - 2020年03月17日                            | 防大33期                           | 第6師団司令部幕僚長                   | 第12旅団副旅団長 兼 相馬原駐屯地司令             |
| 35 | 1等陸佐 | 宮﨑章     | 2020年03月18日 - 2022年03月16日                            | 防大38期                           | 陸上幕僚監部防衛部防衛協力課長        | 第2師団副師団長 兼 旭川駐屯地司令 （陸将補昇任） |
| 36 | 1等陸佐 | 佐藤和之   | 2022年03月17日 - 2023年12月21日                            | 防大36期                           | 第6師団司令部幕僚長                   | 西部方面総監部総務部長                           |
| 37 | 1等陸佐 | 栗田昌彦   | 2023年12月22日 - 2025年07月31日                            | 防大41期                           | 陸上自衛隊教育訓練研究本部 総合企画官 | 陸上自衛隊補給統制本部総務部長                   |
| 38 | 1等陸佐 | 瀬田晃一郎 | 2025年08月01日 -                                           |                                    | 東北方面総監部総務部長                |                                                  |

## 諸問題

### 子ども食堂での自衛官勧誘行為
2024年7月4日付の毎日新聞で、札幌地方協力本部が、札幌市内の複数の子ども食堂に於いて、自衛隊員募集の広報活動を行っていたと報じられた。防衛事務次官通達では、中学生以下の子供への勧誘に際しては、保護者か学校を通じて行うよう定められており、同本部の行ったことは、通達に抵触するとして、論議となっている。